# Herrschaft Putten

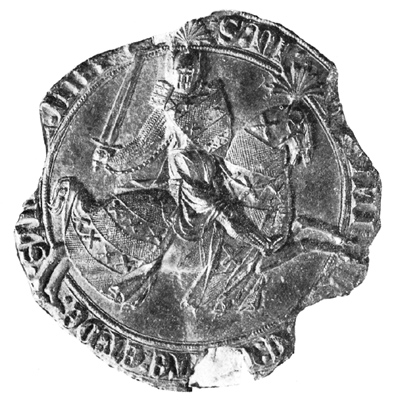
Siegel von Nicolaas III von Putten

 Die Herrschaft Putten (niederländisch: „Heerlijkheid Putten“, „den lande van Put“ oder „de vorsche van Put“) war eine selbstständige Herrschaft auf der und um die frühere Insel Putten in der heutigen Provinz Südholland. Nach heutigen Begriffen lag die Herrschaft südlich von Rotterdam im Wesentlichen auf der Osthälfte der Insel Voorne-Putten.

## Ausdehnung
Die Herrschaft Putten bestand anfangs aus:
- Putten binnen de Ring (das heißt auf der Insel Putten): die Polder Geervliet, Putten, Spijkenisse, Biervliet, Hekelingen, Braband und Vriesland,
- Putten over de Maas (gemeint ist nördlich der Oude Maas): Poortugaal und dessen nähere Umgebung, sowie
- einem Teil des angrenzenden Wattenmeers und Marschlands.

Die Siedlungen, die sich hier entwickelten, sind:
1. Putten binnen de Ring: Geervliet und Biert (Ortsteile von Bernisse), Alt-Spijkenisse, Simonshaven und Hekelingen (Ortsteile von Spijkenisse)
2. Putten buiten de Ring: die südwestlich angrenzenden und später eingedeichten Gebiete von Zuidland (ebenfalls Ortsteil von Bernisse) mit ihren Außenpoldern
3. Putten over het Spui (südöstlich auf der benachbarten Insel Beijerland): Piershil und Goudswaard (Ortsteile von Korendijk)
4. Putten over Flakkee (südwestlich der Insel Putten jenseits der Haringvliet (damals Flakkee genannt) auf dem Ostteil der Insel Goeree-Overflakkee): Ooltgensplaat und Den Bommel (Ortsteile von Oostflakkee), Stad aan 't Haringvliet und das frühere Sint Michiel in Putten (Ortsteile von Middelharnis)
5. Putten over de Maas: Poortugaal (Ortsteil von Albrandswaard), Hoogvliet, Charlois, Pernis und Katendrecht (Ortsteile von Rotterdam)[1]

## Besitzer der Herrschaft Putten
| Zeit        | Name               | Bemerkungen |
| ----------- | ------------------ | --- |
| (1216)      | Jan I              | |
| (1229–1247) | Nicolaas I         | |
|             | Jan II             | |
| (1268–1275) | Nicolaas II        | † vor 19. April 1276 |
| (1276)      | Nicolaas III       | † 27. Oktober 1311 |
| 1311–1354   | Beatrijs           | Älteste Tochter von Nicolaas III, seit 1316 Herrin von Strijen; ⚭ I Hugo van Zottegem † 1321; ⚭ II Guido von Flandern † 1345 (Haus Dampierre) |
| 1354–1361   | Aleid II           | Jüngste Tochter von Nicolaas III, Herrin von Putten und Strijen, ⚭ Boudewijn van Praat (kinderlos)                                            |
| 1361–1400   | Zweder van Abcoude | Enkel von Oede, der mittleren Tochter von Nicolaas III; Herr von Gaasbeek, Abcoude, Putten und Strijen                                        |
| 1400–1459   | Jacob van Gaasbeek | Sohn von Zweder; Herr von Gaasbeek, Abcoude, Putten und Strijen                                                                               |

Jacob blieb kinderlos, weshalb er bereits 1456 Putten und Strijen an den Landesherrn, den Grafen von Holland, verkaufte, sich den Nießbrauch vorbehaltend. Mit seinem Tod 1459 fiel Putten dann definitiv an den Grafen in Person des burgundischen Herzogs Philipp dem Guten († 1467). Philipp gab Putten als Apanage seinem Sohn Karl dem Kühnen († 1477). Als Herr von Putten und Strijen tritt in dieser Zeit auch Philipp von Horn († 1489) aus dem Haus Horn auf.
1581 kam das Gebiet unter die Oberherrschaft der Staaten von Holland. Die bekannteste Person, deren Name mit Putten verbunden ist, ist Cornelis de Witt, der 1654 von den Staaten von Holland als Ruwaard (Vogt) von Putten eingesetzt wird. Cornelis de Witt übte diese Funktion aus, bis er gemeinsam mit seinem Bruder Johan de Witt am 20. August 1672 in Den Haag ermordet wurde.